# Parachorius gotoi
Parachorius gotoi is een keversoort uit de familie bladsprietkevers (Scarabaeidae). De wetenschappelijke naam van de soort werd voor het eerst geldig gepubliceerd in 1986 door Masumoto als Cassolus gotoi.